# Roadhouse Medley (Anniversary Waltz Part 25)
Roadhouse Medley (Anniversary Waltz Part 25) è un brano live prodotto dalla band inglese Status Quo, pubblicato come singolo nell'autunno del 1992.

## La canzone
Si tratta di un medley dal vivo inciso al Sutton Park di Birmingham il 30 agosto del 1992, in occasione delle celebrazioni della BBC per il venticinquennale di Radio One.
In realtà, il pezzo viene estratto da una più ampia traccia lunga oltre 20 minuti che prende l'avvio dalla celebre Roadhouse Blues dei Doors contenente, al suo interno, questo medley fatto di brani degli Status Quo.
Il brano va al n. 21 delle charts britanniche ed è oggi disponibile quale bonus track nella ristampa 2006 dell'album Live Alive Quo.

## Tracce
1. Roadhouse Medley (Anniversary Waltz Part 25) (Radio Edit) - 4:40 - (The Wanderer (Maresca) / Marguerita Time (Rossi/Frost) / Living on an Island (Parfitt/Young) / Break the Rules (Rossi/Young/Parfitt/Lancaster/Coghlan) / Something 'Bout You Baby (I Like) (Supa))
2. Roadhouse Medley (Roadhouse Mix) - 13:22 - (The Wanderer (Maresca) / Marguerita Time (Rossi/Frost) / Living on an Island (Parfitt/Young) / Break the Rules (Rossi/Young/Parfitt/Lancaster/Coghlan) / Something 'Bout You Baby (I Like) (Supa) / The Price of Love (Everly) / Roadhouse Blues (Morrison/Doors))

## Formazione
- Francis Rossi (chitarra solista, voce)
- Rick Parfitt (chitarra ritmica, voce)
- Andy Bown (tastiere, chitarra, armonica a bocca, cori)
- John 'Rhino' Edwards (basso, voce)
- Jeff Rich (percussioni)

## British singles chart
| Posizione | 29 | 21 | 27 | 45 | uscito |